# 女性間性交渉者
女性間性交渉者（じょせいかんせいこうしょうしゃ、英語: Women who have Sex with Women または Females who have Sex with Females、略称: WSW）は、ストレート（異性愛者）、レズビアン（同性愛者）、バイセクシュアル（両性愛者）、パンセクシャル（全性愛者）、その他のセクシュアリティを自認するか、または性的自認を完全に放棄するかに関わらず、女性と性的行為に従事する女性のこと。WSWという用語は、性的自己同一性を考慮する必要がなく、臨床研究のためのグループとしてそのような女性を表すために医学文献でよく使用される。

## 身体的健康

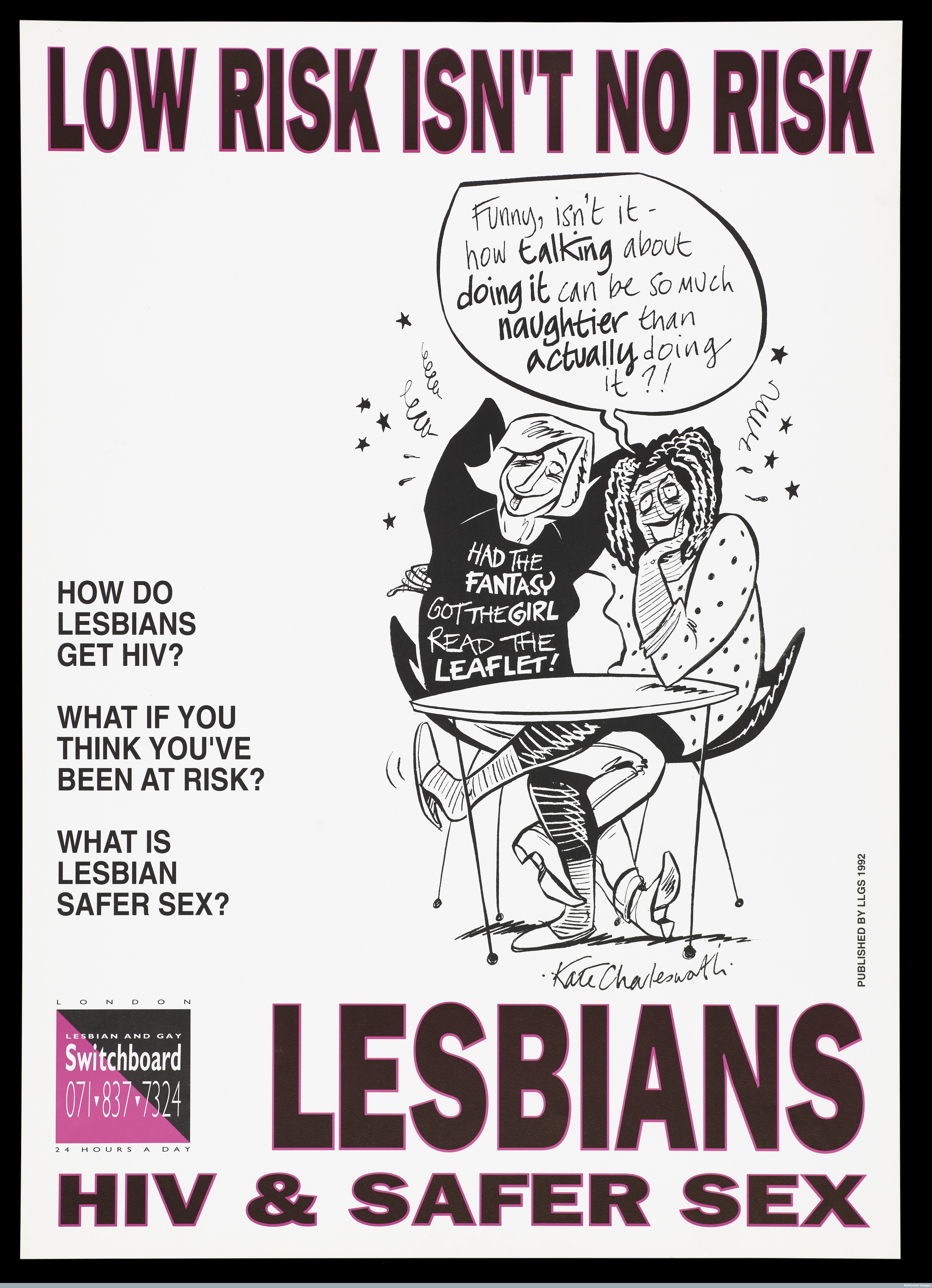
女性間の安全な性交渉を掲げるポスター

### 一般
女性間の性行為に関する医学的問題に関しては、性に関する誤解や思い込み、そして正確な性歴を医師にさえ開示することをためらう女性もいることから、医療専門家に相談する女性の性的特定は通常は求められず、自ら進んで行うこともない。女性の健康問題に焦点を当てた医学研究では、レズビアンと異性愛者の女性を区別できていないため、レズビアンと非レズビアン女性の結果が歪められている。異性愛行為に参加しない女性の多くは、避妊が必要ないため医師の診察を受けない。これが、ほとんどの女性が性行為をするようになった時に婦人科医に相談するきっかけとなる。その結果、これらの女性は性感染症やさまざまな種類のがんに感染するリスクが低いと認識されているため、パップスミア検査を定期的に受けることはない。レズビアンは異性愛者やバイセクシュアルに比べて子宮頸がんの検査を受ける可能性が低く、医療専門家によって検査を拒否される人もいる。
定期的なパップスミア検査を受けるレズビアンの割合が低いため、レズビアンの子宮頸癌を早期に発見することがより困難になっている。卵巣腫瘍発症の危険因子は異性愛者の女性よりもレズビアンの方が高いが、これはおそらく多くのレズビアンが妊娠、中絶、避妊、授乳、流産といった防御因子を欠いているためと考えられる。
米国でレズビアンが健康診断を受けない原因となっているのは、雇用主が同性パートナーに提供する健康保険がないことである。女性が医療機関を受診する際、医療専門家は完全な病歴を聴取しないことがよくある。2,345人のレズビアンとバイセクシュアルの女性を対象とした最近の研究では、医師から性的指向を尋ねられたと回答したのはわずか9.3%だった。回答者の3分の1は、自分の性歴を明らかにすると否定的な反応が起こると信じており、30%は自分をレズビアンまたはバイセクシュアルであると認めた後に医療専門家から否定的な反応を受けたことがある。
患者の完全な病歴は、医療専門家がリスクの高い領域を特定し、女性の個人歴に関する思い込みを修正するのに役立つ。6,935人のレズビアンを対象とした同様の調査では、77%が1人以上の男性パートナーと性的接触があり、6%が前年以内に性的接触があった。